# Mannargudi
Mannargudi là một thành phố và khu đô thị của quận Thiruvarur thuộc bang Tamil Nadu, Ấn Độ.

## Địa lý
Mannargudi có vị trí 10°40′B 79°26′Đ / 10,67°B 79,43°Đ Nó có độ cao trung bình là 6 mét (19 feet).

## Nhân khẩu
Theo điều tra dân số năm 2001 của Ấn Độ, Mannargudi có dân số 61.588 người. Phái nam chiếm 50% tổng số dân và phái nữ chiếm 50%. Mannargudi có tỷ lệ 79% biết đọc biết viết, cao hơn tỷ lệ trung bình toàn quốc là 59,5%: tỷ lệ cho phái nam là 84%, và tỷ lệ cho phái nữ là 74%. Tại Mannargudi, 9% dân số nhỏ hơn 6 tuổi.